# Cochemiea halei
Cochemiea halei ist eine Pflanzenart aus der Gattung Cochemiea in der Familie der Kakteengewächse (Cactaceae). Das Artepitheton halei ehrt J. P. Hale einen Landbesitzer in Niederkalifornien der Townshend Stith Brandegee bei seiner Expedition im Jahr 1889 unterstützte.

## Beschreibung
Cochemiea halei bildet große Gruppen, die bis zu 2 Meter Größe erreichen können. Die einzelnen Triebe sind zylindrisch und werden 30 bis 40 Zentimeter lang und 5 bis 7,5 Zentimeter im Durchmesser groß. Die Warzen sind relativ kurz. Die Axillen sind wollig. Die den 3 bis 4 Mitteldornen sind rötlich-braun, steif, kräftig und etwa 3,5 Zentimeter lang. Sie werden im Alter grau. Die gleichfalls vergrauten 10 bis 21 Randdornen sind anfangs ebenfalls rötlich-braun. Sie werden nur 1,2 Zentimeter lang.
Die roten Blüten  stehen senkrecht. Sie haben eine schiefsaumige und lange Blütenröhre. Die Früchte sind keulig, rot und bis zu 1,2 Zentimeter lang.

## Verbreitung, Systematik und Gefährdung
Cochemiea halei ist im mexikanischen Bundesstaat Baja California Sur verbreitet und kommt ausschließlich auf den Inseln Magdalena und Santa Magarita vor.
Die Erstbeschreibung als Mammillaria halei erfolgte 1889 durch den amerikanischen Botaniker Townshend Stith Brandegee. Frederick Arthur Walton stellte die Art 1899 in die Gattung Cochemiea. Ein weiteres nomenklatorisches Synonym ist Cactus halei (Brandegee) J.M.Coult. (1894).
In der Roten Liste gefährdeter Arten der IUCN wird die Art als „Vulnerable (VU)“, d. h. als gefährdet geführt.

## Nachweise